# Juventude SC
El Juventude Sport Clube es un equipo de fútbol de Portugal que juega en la Primera División de Évora, la quinta división de fútbol en el país.

## Historia
Fue fundado el 5 de diciembre de 1918 en la ciudad de Évora y aunque es un club de fútbol amateur, han invertido en la formación de jugadores, lo que los han hecho uno de los equipo de fútbol más importantes de Portugal a nivel menor, consiguiendo varios títulos nacionales.
Toda su historia han sido un equipo amateur, ya que su principal logro ha sido ganar la desaparecida Tercera División de Portugal en dos ocasiones y no registra participaciones tan siquiera en la Liga de Honra.

## Palmarés
- Tercera División de Portugal: 2

1950/51, 2009/10
- Primera División de Évora: 2

2014/15, 2019/20